# Diego Pastori
Diego Pastori (Monza, 3 agosto 1961) è un ex cestista, dirigente sportivo e allenatore di pallacanestro italiano.

## Carriera
Dopo aver mosso i primi passi in una squadra di Vimercate ed essere passato all'Osio Sotto, Pastori ha disputato la stagione 1984-1985 al Celana Bergamo.
L'anno seguente si è trasferito alla Scaligera Verona, dove in tre anni ha conquistato due promozioni in A2 intervallate dal campionato 1986-87 che si è concluso con la retrocessione degli scaligeri in B ma che ha anche rappresentato anche il debutto di Pastori nella seconda serie nazionale.
Nell'estate del 1988 è rimasto in Serie B d'Eccellenza con l'ingaggio da parte della Mens Sana Siena, altra società con cui ha ottenuto due promozioni: una dalla B alla A2, e una l'anno immediatamente seguente dalla A2 alla A1 (quest'ultima sotto la guida di "Dado" Lombardi, già suo tecnico a Verona) nonostante la compagine toscana fosse una neopromossa. L'ultima stagione senese di Pastori è coincisa con il suo debutto in Serie A1.
Nel biennio 1992-1994 è tornato a giocare in A2, questa volta all'Aurora Desio, ritagliandosi uno spazio stabile nel quintetto titolare. Al termine del suo secondo anno ha conquistato un'ulteriore promozione in A1, ma la società non si è iscritta al campionato seguente per motivi economici.
Pastori ha così proseguito la sua carriera alla Juvecaserta, rimanendovi anche in questo caso per un biennio trascorso in Serie A2. Nel suo primo anno campano ha messo a referto 13,8 punti a partita, sua migliore media realizzativa tra A1 e A2, che supera di poco i 13,7 punti dell'anno prima a Desio.
Nel 1996-1997 si è accasato alla Pallacanestro Reggiana, squadra con cui ha ottenuto l'ennesima promozione della sua carriera dopo aver vinto i play-off di A2 di quell'anno. Nel capoluogo emiliano è rimasto per altri due ulteriori campionati, inclusa la stagione 1997-98 che ha visto i reggiani arrivare fino alle semifinali scudetto poi perse contro la Fortitudo Bologna.
La sua ultima squadra da giocatore è stata l'Orlandina Basket di Capo d'Orlando. La squadra ha conquistato la promozione sia al termine del suo primo anno in Sicilia che al termine del secondo, mentre al suo terzo anno di permanenza (l'ultimo da giocatore) i biancoblu hanno centrato la salvezza nel primo anno in Legadue della loro storia.
Ritiratosi dal basket giocato alla soglia dei 41 anni, ha continuato a far parte della società orlandina nelle vesti di general manager, incarico mantenuto fino al 2008 quando ha proseguito altrove la propria carriera da dirigente sportivo.

## Palmarès
- Serie B: 2

Verona: 1987-88
Siena: 1989-90
- Serie B2: 1

Capo d'Orlando: 1999-00
- Prima Divisione Maschile

Macherio Blacks: 2014-15
- Serie C (Direttore Sportivo)

Capo d'Orlando: 2023-24